# Philippe Adams
Philippe Adams (* 19. November 1969 in Mouscron) ist ein ehemaliger belgischer Automobilrennfahrer.

## Karriere
Adams fuhr 1992 in der Britischen Formel-3000-Meisterschaft und belegte hinter Yvan Muller den zweiten Platz der Meisterschaft. 1993 gewann er die Serie. Im Jahr 1994 fuhr er für das Team Lotus in der Formel 1 und nahm an zwei Grand-Prix-Rennen teil. Beim Großen Preis von Belgien schied er nach einem Dreher aus, beim Großen Preis von Portugal belegte er den 16. Platz.
Nach dem erfolglosen Ausflug in die Formel 1 fuhr er 1995 für Audi in der belgischen Procar-Meisterschaft und verpasste den Gesamtsieg nur knapp. 1996 wechselte er in die italienische Tourenwagenmeisterschaft und gewann 1997 mit einem BMW M3 das Rennen in Magione.

## Statistik

### Statistik in der Formel 1

#### Gesamtübersicht
| Saison | Team       | Chassis   | Motor               | Rennen | Siege | Zweiter | Dritter | Poles | schn. Rennrunden | Punkte | WM-Pos. |
| ------ | ---------- | --------- | ------------------- | ------ | ----- | ------- | ------- | ----- | ---------------- | ------ | ------- |
| 1994   | Team Lotus | Lotus 109 | Mugen-Honda 3.5 V10 | 2      | –     | –       | –       | –     | –                | –      | 36.     |
| Gesamt | Gesamt     | Gesamt    | Gesamt              | 2      | –     | –       | –       | –     | –                | –      |         |

#### Einzelergebnisse
| Saison | 1 | 2 | 3 | 4 | 5 | 6 | 7 | 8 | 9 | 10  | 11 | 12 | 13 | 14 | 15 | 16 |
| ------ | - | - | - | - | - | - | - | - | - | --- | -- | -- | -- | -- | -- | -- |
| 1994   |   |   |   |   |   |   |   |   |   |     |    |    |    |    |    |    |
|        |   |   |   |   |   |   |   |   |   | DNF |    | 16 |    |    |    |    |

| Legende  | Legende            | Legende                                                          |
| Farbe    | Abkürzung          | Bedeutung                                                        |
| -------- | ------------------ | ---------------------------------------------------------------- |
| Gold     | –                  | Sieg                                                             |
| Silber   | –                  | 2. Platz                                                         |
| Bronze   | –                  | 3. Platz                                                         |
| Grün     | –                  | Platzierung in den Punkten                                       |
| Blau     | –                  | Klassifiziert außerhalb der Punkteränge                          |
| Violett  | DNF                | Rennen nicht beendet (did not finish)                            |
| Violett  | NC                 | nicht klassifiziert (not classified)                             |
| Rot      | DNQ                | nicht qualifiziert (did not qualify)                             |
| Rot      | DNPQ               | in Vorqualifikation gescheitert (did not pre-qualify)            |
| Schwarz  | DSQ                | disqualifiziert (disqualified)                                   |
| Weiß     | DNS                | nicht am Start (did not start)                                   |
| Weiß     | WD                 | zurückgezogen (withdrawn)                                        |
| Hellblau | PO                 | nur am Training teilgenommen (practiced only)                    |
| Hellblau | TD                 | Freitags-Testfahrer (test driver)                                |
| ohne     | DNP                | nicht am Training teilgenommen (did not practice)                |
| ohne     | INJ                | verletzt oder krank (injured)                                    |
| ohne     | EX                 | ausgeschlossen (excluded)                                        |
| ohne     | DNA                | nicht erschienen (did not arrive)                                |
| ohne     | C                  | Rennen abgesagt (cancelled)                                      |
| ohne     | keine WM-Teilnahme |                                                                  |
| sonstige | P/fett             | Pole-Position                                                    |
| sonstige | 1/2/3/4/5/6/7/8    | Punktplatzierung im Sprint-/Qualifikationsrennen                 |
| sonstige | SR/kursiv          | Schnellste Rennrunde                                             |
| sonstige | *                  | nicht im Ziel, aufgrund der zurückgelegten Distanz aber gewertet |
| sonstige | ()                 | Streichresultate                                                 |
| sonstige | unterstrichen      | Führender in der Gesamtwertung                                   |